# Жедр
Жедр (фр. Gèdre) насеље је и општина у јужној Француској у региону Миди Пирене, у департману Горњи Пиринеји која припада префектури Аржеле Газо.
По подацима из 2011. године у општини је живело 250 становника, а густина насељености је износила 17,29 становника/km². Општина се простире на површини од 14,46 km². Налази се на средњој надморској висини од 1000 метара (максималној 3.194 m, а минималној 905 m).

## Демографија
| 1962. | 1968. | 1975. | 1982. | 1990. | 1999. | 2011. |
| ----- | ----- | ----- | ----- | ----- | ----- | ----- |
| 362   | 451   | 393   | 380   | 317   | 291   | 250   |

График промене броја становника у току последњих година